# Du & Jag Döden
Du & jag döden (em sueco:  "você & eu morte") é o álbum de 2005 da banda sueca Kent. Como o nome já sugere, o tema principal do disco é a morte, descrito pela própria banda como sombrio e depressivo antes de seu lançamento.
| Críticas profissionais                                                      | Críticas profissionais |
| Avaliações da crítica                                                       | Avaliações da crítica  |
| Fonte                                                                       | Avaliação              |
| --------------------------------------------------------------------------- | ---------------------- |
| RockReviews                                                                 | (8/10)                 |
| Esta tabela precisa de ser acompanhada por texto em prosa. Consulte o guia. |                        |

## Faixas
1. "400 slag" (4:58)
2. "Du är ånga" (3:53)
3. "Den döda vinkeln" (4:19)
4. "Du var min armé" (3:30)
5. "Palace & Main" (4:05)
6. "Järnspöken" (3:48)
7. "Klåparen" (5:25)
8. "Max 500" (3:35)
9. "Romeo återvänder ensam" (4:03)
10. "Rosor & palmblad" (4:06)
11. "Mannen i den vita hatten (16 år senare)" (6:38)

## Singles
- "Max 500" (2005-02-09)
- "Palace & Main" (2005-05-04)
- "Den döda vinkeln" (2005-08-31)